# Tout pour Agnès
Production
Diffusion
Tout pour Agnès est une série télévisée franco-belge adaptée et réalisée par Vincent Garenq d'après un scénario de Nicolas Jean, Isabelle Dubernet et Olivier Eloy, et diffusée pour la première fois en Belgique à partir du 26 novembre 2023 sur La Une et en France à partir du 8 janvier 2024 sur France 2.
Cette fiction est inspirée de faits réels et librement adaptée du livre Agnès Leroux – Enquête sur la disparition d'une jeune femme riche, publié en 1998 aux éditions Presses de la Cité par Roger-Louis Bianchini, qui relate la disparition de la jeune héritière du Palais de la Méditerranée, un grand casino de la promenade des Anglais à Nice, une affaire qui a défrayé la chronique dans les années 1970,,,,,,.
Tout pour Agnès est une coproduction de La Dame de Cœur, Effervescence Fiction, France Télévisions, Be-FILMS et la RTBF (télévision belge),, réalisée avec la participation de TV5 Monde, ainsi que le soutien de la région Provence-Alpes-Côte d'Azur et du département des Alpes-Maritimes.

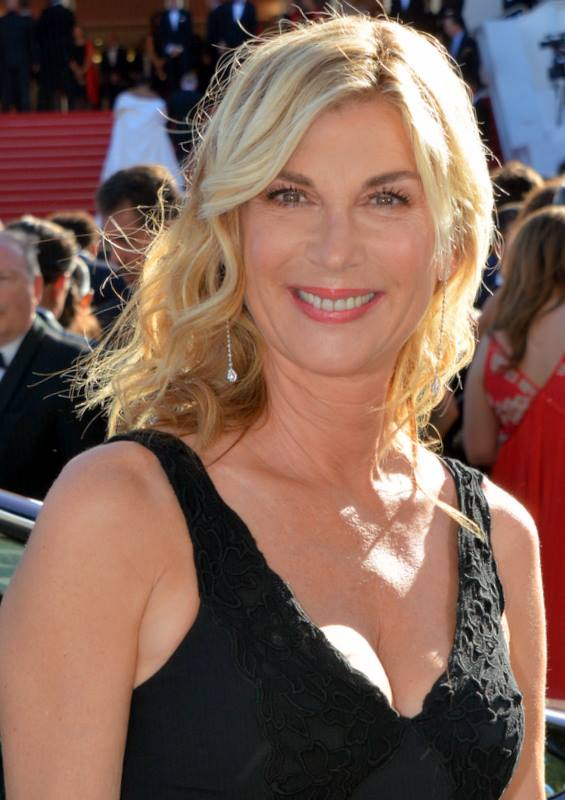
Michèle Laroque.

## Distribution
Famille Le Roux
- Marie Zabukovec : Agnès Le Roux
- Michèle Laroque : Renée Le Roux
- Marion Creusvaux : Catherine Le Roux, la sœur d'Agnès
- Marc Arnaud : Jean-Charles Le Roux, le frère d'Agnès

Famille et entourage Agnelet
- Yannick Choirat : Maurice Agnelet
- Maud Imbert : Odile Agnelet, la femme d'Agnelet
- Céline Menville : Jacqueline Deschamps, la maîtresse d'Agnelet
- Alexandre-Angelo Bettanini : Thomas Agnelet enfant
- Paul Arnal  : Thomas Agnelet adolescent
- Benjamin Duc : Thomas Agnelet adulte
- Handy Gedio : Guillaume Agnelet enfant
- Raphaël Durali : Guillaume Agnelet adolescent
- Thomas Drelon : Guillaume Agnelet adulte
- Louise Ferry : Louise, la femme de Guillaume Agnelet

Casino Ruhl
- Christophe Favre : Jean-Dominique Fratoni, PDG du casino Ruhl
- Yves Heck : Maître Garnier, avocat de Fratoni

Police judiciaire
- Yannig Samot : commissaire Yacine Dridi de la PJ de Nice
- Stéphane Pezerat : inspecteur Bernard Casal de la PJ de Nice

Justice
- Franck Adrien : juge d'instruction Vendel
- Éric Beslay : juge d'instruction Jacques Jaspard
- Jacqueline Corado : juge d'instruction Delbosc
- Gilbert Traïna : procureur Mattéi

Avocats et détective
- Grégoire Bonnet : Maître Gilbert, avocat de Renée Le Roux
- Christophe Kourotchkine : Maître Alexandre
- Éric Naggar : Albert Fuchs, détective privé engagé par Renée Le Roux

## Production

### Genèse et développement
La série est créée et écrite par Nicolas Jean, Isabelle Dubernet et Olivier Eloy,,,,.

La productrice Judith Naudet Baulieu, qui rappelle qu'il s'agit de l'une des plus grandes affaires judiciaires françaises, confie la réalisation à Vincent Garenq, à qui l'on doit la mini-série Le Mensonge consacrée à l'affaire Christian Iacono : 

« Les Niçois m'ont souvent confié que cette affaire était « une salade niçoise » avec des ingrédients incroyables pour passer du documentaire à la fiction. Plus sérieusement, je cherchais donc un réalisateur qui soit capable de travailler en profondeur les affaires judiciaires. J'ai à cœur de permettre au public de comprendre toutes les affres qui ont mené au destin tragique de tous les protagonistes de l'affaire Le Roux. Et je savais que Vincent Garenq, auteur de films comme Présumé coupable sur l'affaire Outreau, L'Enquête sur l'affaire Clearstream, serait le bon chef d'orchestre pour réussir cette série de manière intelligente et fine. »

La productrice prévient : 

« Le fait divers pour le fait divers et le macabre, cela ne m'intéresse pas. En revanche, ce que raconte une affaire criminelle hors norme de la société et de la justice, oui. »

Le réalisateur Vincent Garenq confie à la veille de son arrivée à Nice : 

« C'est un peu comme pour l'affaire Iacono que j'ai accepté la proposition de Judith Naudet. Il y a la famille Le Roux, la famille Agnelet, des histoires qui vont bien pour une série. Une histoire qui se renouvelle en quatre épisodes. Une véritable richesse scénaristique avec les casinos, la mafia des années 70, et ces tragédies familiales qui s'entrecroisent. Si j'y vais, c'est parce que ça m'amuse aussi de raconter une histoire ancienne et d'avoir le temps de la développer. Et là, je sais qu'il y a quelque chose à défendre. »

### Attribution des rôles
Le quotidien Nice-Matin souligne que « Michèle Laroque, dont on connaît les attaches familiales niçoises, a accepté en 24 heures d'incarner Renée Le Roux. Le scénario de Tout pour Agnès a été envoyé à son agent Cécile Felsenberg et, dès le lendemain, l'actrice a dit oui ».
Michèle Laroque confie à France Info qu'elle a pu s'appuyer sur le documentaire Confidences d'un condamné, réalisé par la productrice de la série, Judith Naudet-Baulieu, pour se préparer au rôle : « J'ai essayé, suivant les émotions que j'ai ressenties en visionnant le docu, de pouvoir raconter l'histoire de manière fidèle à ce qu'elle avait été ». Elle confie au magazine Moustique que, si on a peu l'habitude de la voir dans un tel registre dramatique, ce n'est pas par manque de projets mais par choix : « J'ai joué dans beaucoup de comédies mais j'aime aussi raconter des histoires dramatiques mais à condition qu'elles le soient dans la vérité. Je n'aime pas quand on ajoute du drame au drame et c'est pour cela que je joue très peu ce genre de rôle. Je veux toujours être certaine qu'il va y avoir une pudeur ». Elle confie par ailleurs à Moustique son bonheur d'avoir raconté une vie presque entière : « Aux débuts de la série, Renée a 38 ans et à la fin, elle en a 84. C'était la première fois que je faisais cela, c'était très intéressant mais aussi plus fatigant avec les 4 heures de maquillage nécessaires ». « Il m'est arrivé un jour de partir sur le tournage à 4 heures du matin, c'était pas marrant du tout » confie-t-elle à Ciné-Télé-Revue.
Le réalisateur Vincent Garenq souligne que Yannick Choirat, choisi pour incarner Maurice Agnelet, « sera parfait dans ce personnage d'avocat sulfureux ». Yannick Choirat déclare au quotidien Nice-Matin : « La productrice de la série, Judith Naudet, venait de produire un documentaire sur cette affaire dans laquelle on avait des rushs de Maurice Agnelet s'adressant à une caméra, interrogé par l'un de ses fils. J'ai pu me faire une idée de son point de vue de l'histoire. Il y avait beaucoup de matière sur Maurice Agnelet pour construire une représentation du personnage. C'est jubilatoire de jouer quelqu'un d'aussi ambivalent, complexe ».
Par contre, comme le souligne le quotidien Nice-Matin, Marie Zabukovec a dû construire son rôle d'Agnès Le Roux avec beaucoup moins de matière : « Il reste peu de chose d'elle : des photos, mais peu d'écrits, peu de vidéos, peu de ressentiments. J'ai construit Agnès à travers ce que sa mère disait d'elle et ce que Maurice disait d'elle. Ce n'était pas évident ».

### Tournage
Le tournage de la série a lieu du 3 avril au 2 juin 2023 à Nice et ses environs dans le département français des Alpes-Maritimes en région Provence-Alpes-Côte d'Azur, notamment sur les communes de Villefranche-sur-Mer (appartement d'Agnès), Roquebrune-Cap-Martin (maison des Le Roux) et Menton (boutique d'Agnès), ainsi que dans la région parisienne à Puteaux (intérieur du Casino) et Orgeval (villa d'Agnelet),,,,,,.

### Fiche technique
Sauf indication contraire, les informations mentionnées dans cette section peuvent être confirmées par la base de données cinématographiques Allociné,  présente dans la section « Liens externes ».
- Titre français : Tout pour Agnès
- Genre : Drame, Policier
- Production : Simone Harari Baulieu et Judith Naudet Baulieu[2],[9]
- Sociétés de production : La Dame de Cœur, Effervescence Fiction, France Télévisions, Be-FILMS et la RTBF[8],[9]
- Réalisation : Vincent Garenq[1],[2],[5],[6],[7],[18]
- Scénario : Nicolas Jean, Isabelle Dubernet et Olivier Eloy[1],[9], librement adapté de l'ouvrage Agnès Leroux, enquête sur la disparition d'une jeune femme riche de Roger-Louis Bianchini, Presses de la Cité.
- Musique : Nicolas Errèra
- Décors : Isabelle Quillard
- Costumes : Marie Fremont, Paloma Giallolacci
- Photographie : Jean-François Hensgens
- Son : Jérôme Chenevois
- Montage : Aurique Delannoy, Sabrina Felgueiras
- Maquillage : Michelle Constantinides
- Pays de production :  France /  Belgique
- Langue originale : français
- Format : couleur
- Nombre de saisons : 1
- Nombre d'épisodes[1],[6],[18] : 4
- Durée : 52 minutes[1],[6],[18]
- Dates de première diffusion :
  - Belgique : 26 novembre 2023 sur La Une[12]
  - Vidéo à la demande : 1er décembre 2023 sur Paramount+[19]
  - France : 8 janvier 2024 sur France 2[9],[20]

## Accueil

### Audiences et diffusion

#### En Belgique
En Belgique, la série est diffusée les dimanches vers 20 h 50 sur La Une par salve de deux épisodes les 26 novembre et 3 décembre 2023.
| Épisode              | Diffusion                 | Diffusion            | Audience moyenne          | Audience moyenne | Réf.   |
| Épisode              | Jour                      | Horaire              | Nombre de téléspectateurs | Classement       | Réf.   |
| -------------------- | ------------------------- | -------------------- | ------------------------- | ---------------- | ------ |
| 1                    | Dimanche 26 novembre 2023 | 20 h 50 - 21 h 40    | 222 543                   | 2e               | [ 21 ] |
| 2                    | Dimanche 26 novembre 2023 | 21 h 40 - 22 h 30    | 222 543                   | 2e               | [ 21 ] |
| 3                    | Dimanche 3 décembre 2023  | 20 h 50 - 21 h 40    | 213 624                   | 2e               | [ 22 ] |
| 4                    | Dimanche 3 décembre 2023  | 21 h 40 - 22 h 30    | 213 624                   | 2e               | [ 22 ] |
|                      |                           |                      |                           |                  |        |
| Moyenne de la saison | Moyenne de la saison      | Moyenne de la saison | 218 084                   | 2e               |        |

- Les plus hauts chiffres d'audience
- Les plus bas chiffres d'audience

#### En France
En France, la série est diffusée les lundis vers 21 h 10 sur France 2 par salve de deux épisodes les 8 et 15 janvier 2024.
| Épisode              | Diffusion             | Diffusion            | Audience moyenne          | Audience moyenne                       | Audience moyenne         | Audience moyenne | Réf.   |
| Épisode              | Jour                  | Horaire              | Nombre de téléspectateurs | Part de marché (sur les 4 ans et plus) | Part de marché (FRDA-50) | Classement       | Réf.   |
| -------------------- | --------------------- | -------------------- | ------------------------- | -------------------------------------- | ------------------------ | ---------------- | ------ |
| 1                    | Lundi 8 janvier 2024  | 21 h 10 - 22 h 05    | 2 540 000                 | 12,1 %                                 | 4,4 %                    | 3e               | [ 23 ] |
| 2                    | Lundi 8 janvier 2024  | 22 h 05 - 23 h 00    | 2 310 000                 | 12,5 %                                 | 4,4 %                    | 3e               | [ 23 ] |
| 3                    | Lundi 15 janvier 2024 | 21 h 10 - 22 h 05    | 2 190 000                 | 10,7 %                                 | 3,7 %                    | 3e               | [ 24 ] |
| 4                    | Lundi 15 janvier 2024 | 22 h 05 - 23 h 00    | 2 090 000                 | 11,8 %                                 | 3,7 %                    | 3e               | [ 24 ] |
|                      |                       |                      |                           |                                        |                          |                  |        |
| Moyenne de la saison | Moyenne de la saison  | Moyenne de la saison | 2 280 000                 | 11,8 %                                 | 4,1 %                    |                  | [ 25 ] |

- Les plus hauts chiffres d'audience
- Les plus bas chiffres d'audience

### Accueil critique
Pour le magazine Moustique, cette mini-série en quatre épisodes s'attache à retracer le combat d'une mère, magnifiquement interprétée par Michèle Laroque.
Le Figaro TV Magazine souligne que « Tout pour Agnès mise sur une précision et sobriété. Sans le moindre pathos et sensationnalisme ».
Pour Le Parisien, la série se révèle prenante : « Si les échanges entre la mère et la fille semblent un peu empruntés au début, très vite, on se laisse happer ».
Pour L'Humanité, Tout pour Agnès est « une série de qualité, portée par une Michèle Laroque qu'on n'attendait pas dans ce registre mais qui magnifie le rôle ».
De son côté, le quotidien Nice-Matin estime que « La reconstitution de l'époque est habilement mise en scène et l'installation du contexte – la fin des années 1970 et la guerre des casinos entre le Ruhl de Jean-Dominique Fratoni et le Palais de la Méditerranée – est parfaitement amenée. Le ton sépia, les détails (comme les combinés de téléphone), la réalisation simple et efficace permet de réussir ce défi. Ce qui aurait pu être un pari casse-gueule s'avère être une vraie réussite […] Le Palais de la Méditerranée, reconstitué au sein de la mairie de Puteaux, en région parisienne, est bluffant de réalisme. ».
Le quotidien Ouest-France est plus critique : « Le scénario tient globalement la route. La photo léchée aux tons pastel peint une jolie carte postale de la Côte d'Azur. L'ambiance des années 1970 et les décors valent le coup. Tout pour Agnès reste visuellement une belle série. En revanche, l'un de ses points faibles, c'est justement que rien n'est suggéré. Tout est dit, montré, justifié quitte à grossir le trait de la jeune héritière insupportable à la patronne de casino ruinée en passant par la mafia locale ».
Pour les quotidiens L'Alsace et Le Progrès, « En se focalisant sur les contextes de l'histoire plus que sur l'enquête elle-même, Tout pour Agnès est davantage une analyse de l'évolution de la féminité, Renée et Agnès incarnant deux visions opposées, qu'un film policier. Un choix assez pertinent, l'affaire gardant une part de mystère »,.
Pour le quotidien La Croix : « On ne peut que saluer la maîtrise avec laquelle le réalisateur Vincent Garenq restitue l'ambiance délétère de la Côte d'Azur des années 1970, entre garden-parties chics et magouilles politico-mafieuses […] La série repose aussi beaucoup sur l'interprétation de Michèle Laroque dans le rôle de Renée Le Roux ».
Pour le site CineSerie, « la force de Tout pour Agnès tient aussi dans le choix narratif (tout au moins avant la disparition) de ne pas rendre particulièrement sympathiques les deux femmes ».
Pour Alexandre Letren, du site VL-Media, « Si la partition de Yannick Choirat est incroyablement remarquée et remarquable dans Tout pour Agnès, celle de Marie Zabukovec, dans un autre registre, est véritablement fascinante et bluffante ».